# Половинка (Шемонаїхинський район)
Полови́нка (каз. Половинка) — село у складі Шемонаїхинського району Східноказахстанської області Казахстану. Входить до складу Усть-Таловської селищної адміністрації.
Населення — 641 особа (2021; 181 у 2009, 147 у 1999, 201 у 1989).
Національний склад станом на 1989 рік:
- росіяни — 63 %
- казахи — 30 %